# Клемет (округ, Орегон)
Шаблон:StateAbbr_ 42°41′ пн. ш. 121°39′ зх. д. / 42.68° пн. ш. 121.65° зх. д.
Округ  Клемет (англ. Klamath County) — округ (графство) у штаті  Орегон, США. Ідентифікатор округу 41035.

## Історія
Округ утворений 1882 року.

## Демографія
За даними перепису 
2000 року 
загальне населення округу становило 63775 осіб, зокрема міського населення було 41153, а сільського — 22622.
Серед мешканців округу чоловіків було 31907, а жінок — 31868. В окрузі було 25205 домогосподарств, 17293 родин, які мешкали в 28883 будинках.
Середній розмір родини становив 2,95.
Віковий розподіл населення поданий у таблиці:
| Стать    | До 15 років | 15-21 | 22-29 | 30-39 | 40-49 | 50-65 | 65-85 | Понад 85 |
| -------- | ----------- | ----- | ----- | ----- | ----- | ----- | ----- | -------- |
| Чоловіки | 7086        | 3215  | 2996  | 3912  | 4747  | 5613  | 3978  | 360      |
| Жінки    | 6538        | 2891  | 2846  | 4040  | 4923  | 5448  | 4488  | 694      |

## Суміжні округи
- Дешутс — північ
- Лейк — схід
- Модок, Каліфорнія — південь
- Сискію, Каліфорнія — південь
- Джексон — захід
- Дуглас — північний захід
- Лейн — північний захід

## Виноски
1. ↑  U.S. Decennial Census. United States Census Bureau. Архів оригіналу за 26 квітня 2015. Процитовано 26 лютого 2015.
2. ↑  Historical Census Browser. University of Virginia Library. Архів оригіналу за 11 Серпня 2012. Процитовано 26 лютого 2015.
3. ↑  Forstall, Richard L., ред. (27 березня 1995). Population of Counties by Decennial Census: 1900 to 1990. United States Census Bureau. Архів оригіналу за 19 Лютого 2015. Процитовано 26 лютого 2015.
4. ↑  Census 2000 PHC-T-4. Ranking Tables for Counties: 1990 and 2000 (PDF). United States Census Bureau. 2 квітня 2001. Архів оригіналу (PDF) за 18 Грудня 2014. Процитовано 26 лютого 2015.
5. ↑  State & County QuickFacts. United States Census Bureau. Архів оригіналу за 20 червня 2011. Процитовано 15 листопада 2013.(англ.) Наведено за англійською вікіпедією.
6. ↑  American FactFinder. Бюро перепису населення США. Архів оригіналу за 29 липня 2011. Процитовано 31 січня 2008.

| США | Це незавершена стаття з географії США. Ви можете допомогти проєкту, виправивши або дописавши її. |